# امیل زیک
امیل زیک (به آلمانی: Emil Sieg) (متولد ۱۲ اوت ۱۸۶۶ در «برایتن‌تایخر» نزدیک فراونهاگن، اوکرمارک؛ درگذشته ۲۳ ژانویه ۱۹۵۱ در گوتینگن) یک هندشناس و تخار‌شناس آلمانی بود.

## زندگی نامه
امیـل زیک، پسر یک آسیاب‌دار و کشاورز از منطقه اوکرمارک، در دبیرستانی در پرنتسلاو تحصیل کرد و سپس از سال ۱۸۸۵ در دانشگاه‌های برلین، توبینگن و مونیخ به تحصیل در رشته‌های فیلولوژی کلاسیک و زبان سانسکریت پرداخت. در مونیخ، ارنست کون نخستین کسی بود که او را به مطالعه سانسکریت علاقه‌مند کرد. پس از بازگشت به برلین در سال ۱۸۸۸، در سال ۱۸۹۱ با نگارش پایان‌نامه‌ای درباره واژه‌شناسی متون ودایی موفق به دریافت درجه دکترا شد. یک سال بعد، ادامه این کار به صورت یک اثر منتشر شد.
پس از دریافت درجه دکترا، زیگ برای یک نیم‌سال به دانشگاه بازگشت. در گوتینگن، همان‌طور که زیگ در زندگی‌نامه خودنوشتش اذعان می‌کند، [...] پایه‌های تعیین‌کننده برای کارهای بعدی او با دستورشناسان سانسکریت گذاشته شد.
در آگوست ۱۸۹۶، زیگ با نگارش اثری به نام «نمونه‌ای به ترتیب الفبایی از گردآوری و ارزیابی اطلاعات موجود در متون تفسیرهای متأخر ودایی و دیگر آثار ادبی مرتبط با مواد افسانه‌ای ریگ‌ودا» موفق به کسب صلاحیت استادی شد. بخشی از این اثر در رساله‌ای درباره افسانه‌های ریگ‌ودا و سنت روایی هند که در سال ۱۹۰۲ منتشر شد، تکمیل گردید. زیگ برای این اثر، از جمله در کتاب «تاریخ فیلولوژی سانسکریت» نوشته ارنست ویندیش، مورد تقدیر قرار گرفت.
ارنست ویندیش می‌نویسد:
قدرت زیگ نه در حدس‌وگمان‌های خیال‌پردازانه، بلکه در بهره‌برداری روشمند از آنچه به او رسیده است، نهفته است. [...] نوشته‌های زیگ [...] ارزش سنت‌های کهن را اثبات می‌کند، اما در عین حال نشان‌دهنده تغییرپذیری آن، زوال مواد قدیمی و ظهور موارد جدید است
زیگ به مدت ۱۲ سال به‌عنوان دانشیار خصوصی در رشته فیلولوژی هندی در برلین فعالیت کرد. در سال ۱۹۰۹، او استادی در دانشگاه کریستیان-آلبرشت در کیل را پذیرفت و در زمینه زبان‌های هندواروپایی و سانسکریت تدریس کرد. در سال‌های ۱۹۱۸/۱۹، او رئیس دانشگاه کریستیان-آلبرشت بود.

## آثار
- Tocharisch, die Sprache der Indoskythen : vorläufige Bemerkungen über eine bisher unbekannte indogermanische Literatursprache, Sitzungsberichte der Preußischen Akademie der Wissenschaften, 1908, Digitalisat
- Verzeichnis der Bibliotheca Indica und verwandter Indischer Serien nach Werken und Nummern. Harrassowitz, Leipzig 1908.
- mit F. W. K. Müller: Maitrisimit und „Tocharisch“. In: Sitzungsberichte der Preußischen Akademie der Wissenschaften, 1916, S. 395–417.
- Tocharische Sprachreste: Königlich preussische Turfanexpeditionen. Vereinigung wissenschaftlicher Verleger, Stuttgart 1921.
- mit Wilhelm Siegling: Tocharische Sprachreste, I. Band. Die Texte. A. Transcription. De Gruyter, Berlin/Leipzig 1921.  Digitalisat
- mit Wilhelm Siegling und Wilhelm Schulze: Tocharische Grammatik. Vandenhoeck & Ruprecht, Göttingen 1931.
- Und dennoch „Tocharisch“. In: Sitzungsberichte der Preußischen Akademie der Wissenschaften, Berlin 1937, S. 130–139.
- Nachruf auf Wilhelm Siegling, in: Zeitschrift der Deutschen Morgenländischen Gesellschaft Bd. 99, 1945–49, S. 147–149.
- Tocharische Sprachreste. Sprache B, Heft 1. Die Udānālaṅkāra-Fragmente. Text, Übersetzung und Glossar. Vandenhoeck und Ruprecht, Göttingen 1949.
- Tocharische Sprachreste. Sprache B, Heft 2. Fragmente Nr. 71-633. Aus dem Nachlaß herausgegeben von Werner Thomas. Vandenhoeck und Ruprecht, Göttingen 1953.
- Kleine Schriften, hrsg. von Klaus Ludwig Janert. Steiner, Stuttgart 1991, ISBN 3-515-04021-8.